# Kunigiškiai (Upninkai)
Kunigiškiai ist ein Dorf mit 57 Einwohnern (Stand 2011) in Litauen. Es liegt im Amtsbezirk Upninkai, im Osten der Rajongemeinde Jonava (Bezirk Kaunas), 22 Kilometer von der Mittelstadt Jonava, 1 km von Upninkai, 7 km von Vepriai, 9 km von Gelvonai, 12 km von Rukla und 22 km von der Mittelstadt Ukmergė entfernt. Es gehört dem Kunigiškių-Pakalniškių-Unteramtsbezirk (Kunigiškių-Pakalniškių seniūnaitija) mit 148 Einwohnern. 2001 lebten 89 Einwohner im Dorf. Die Postleitzahl ist LT-55491. Im Dorf gibt es den Friedhof der Baltromiškė-Altgläubigen-Gemeinde, errichtet in der zweiten Hälfte des 19. Jahrhunderts.